# Via delle storie
Via delle storie è stato un programma televisivo italiano in onda tutti i lunedì, in seconda serata, dal 31 gennaio al 20 giugno 2022 su Rai 1, con la conduzione di Giorgia Cardinaletti.

## Il programma
Il programma di approfondimento ha l'intento di raccontare i drammi odierni, i mutamenti, le tendenze, i fenomeni, i sogni e le scoperte, narrati nel vivo dei luoghi e dei protagonisti, ci aiuteranno a capire quel che sta accadendo nella nostra società e nelle nostre vite comuni.

## Edizioni
| Edizione | Anno | Conduzione           | Periodo         | Periodo        | Regia               | Studio                   | Puntate |
| Edizione | Anno | Conduzione           | Inizio          | Fine           | Regia               | Studio                   | Puntate |
| -------- | ---- | -------------------- | --------------- | -------------- | ------------------- | ------------------------ | ------- |
| 1ª       | 2022 | Giorgia Cardinaletti | 31 gennaio 2022 | 20 giugno 2022 | Alessandro Capitani | TV5 di via Teulada, Roma | 18      |

## Puntate e ascolti
| Puntata | Messa in onda    | Tema della puntata                    | Ascolti        | Ascolti |
| Puntata | Messa in onda    | Tema della puntata                    | Telespettatori | Share   |
| ------- | ---------------- | ------------------------------------- | -------------- | ------- |
| 1       | 31 gennaio 2022  | Festival di Sanremo                   | 966000         | 8,4%    |
| 2       | 7 febbraio 2022  | Fiction e serie TV                    | 1192000        | 12,2%   |
| 3       | 14 febbraio 2022 | Droga da stupro                       | 928000         | 9,16%   |
| 4       | 7 marzo 2022     | Condizione femminile                  | 786000         | 5,78%   |
| 5       | 21 marzo 2022    | Crisi russo-ucraina                   | 690000         | 7,36%   |
| 6       | 28 marzo 2022    | Azzardopatia                          | 954000         | 8,21%   |
| 7       | 4 aprile 2022    | Giovani in cerca di gloria sul web    | 1036000        | 9,98%   |
| 8       | 11 aprile 2022   | Situazione in Russia e fuga dal paese | 1027000        | 10,17%  |
| 9       | 18 aprile 2022   | Terra santa                           | 805000         | 7,18%   |
| 10      | 25 aprile 2022   | Giovani in lotta con il proprio corpo | 1297000        | 9,61%   |
| 11      | 2 maggio 2022    | Sicurezza sul lavoro                  | 747000         | 8,2%    |
| 12      | 9 maggio 2022    | Eurovision Song Contest               | 786000         | 8,64%   |
| 13      | 16 maggio 2022   | Vite sospese e rinascite possibili    | 875000         | 9,4%    |
| 14      | 23 maggio 2022   | L'Istituto Sperone Pertini di Palermo | 906000         | 10,57%  |
| 15      | 30 maggio 2022   | Il disagio giovanile in musica        | 444000         | 6,37%   |
| 16      | 6 giugno 2022    | Tra i borghi da salvare               | 691000         | 7,70%   |
| 17      | 13 giugno 2022   | Animali da compagnia status symbol?   | 412000         | 4,59%   |
| 18      | 20 giugno 2022   | Il cervello                           | 730000         | 8,35%   |